# Bullet (Banda Sueca)
Bullet es una banda sueca de heavy metal, fundada en Växjö por Hampus Klang y Dag "Hell" Hofer en 2001. La banda lanzó su primera demostración Heavy Metal Highway 2002 y lanzó su álbum Heading for the Top en 2006 en el sello discográfico Black Lodge. El cantante de Iron Maiden, Bruce Dickinson, tocó la canción de Bullet "Turn it Up Loud" de su álbum Heading For The Top en su programa de radio en la BBC de 2006.
En 2008, Bullet lanzó su segundo álbum, Bite the Bullet . El 21 de junio de 2009  tocó con AC/DC en Ullevi en Gotemburgo y el 3 de octubre de 2009 tocó dos canciones en el Globe (alrededor de 15.000 personas) antes del partido de la NHL entre Detroit Red Wings y St. Louis. Su tercer álbum, Highway Pirates, fue lanzado a principios de 2011.
El guitarrista Hampus Klang también ha tocado en la banda de grind metal Birdflesh. y el bajista Adam Hector cantaron en la banda de hardcore Path of No Return.

## Discografía

### Álbumes
- Heading for the Top (2006)
- Bite the Bullet (2008)
- Highway Pirates (2011)
- Full Pull (2012)
- Storm of Blades (2014)
- Dust to Gold (2018)[5]

### Álbumes en vivo
- Live (2019)

### Sencillos y EP de 7"
- "Speeding in the Night" EP (2003)
- "Full Pull" (2012)
- "Storm of Blades" (2014)
- "High Roller" (Enforcer) / "Back on the Road" (Bullet)